# Marianne Saenen
Pour les articles homonymes, voir Saenen.
Marianne Saenen, née à Angleur le 28 novembre 1949, est une femme politique belge de langue française, membre d'Ecolo.
Elle est élue députée wallonne et députée de la Communauté française de Belgique en juin 2009, pour la circonscription électorale de Nivelles.

## Jeunesse et formation
Son parcours est atypique. Partie avec ses parents à l’âge d’un an pour le Congo belge, elle y reste jusqu’à la veille de l’indépendance en juin 1960. Après un court retour en Belgique, sa famille s’installe aux États-Unis. Marianne Saenen vivra d’ailleurs à Fairfax, en Virginie, jusqu’à la fin de ses humanités (Fairfax High School, Class of 67).
Elle rentre ensuite en Belgique pour y faire ses études d’infirmières à la Haute École de la Province de Liège (à l’époque Institut d’études paramédicales), dont elle est diplômée infirmière graduée en 1971.
En 2003, elle entame un Master à la Faculté ouverte de politique économique et sociale (UCL), dont elle sera diplômée en janvier 2007 après la présentation d’un mémoire sur Les mouvements associatifs en milieu rural. Étude sur la commune de Ramillies, Est Brabant Wallon.

## Parcours professionnel
En tant qu'infirmière, elle travaillera dans divers établissements hospitaliers (Hôpital Saint Pierre à Ottignies, 196th Station Hospital à Casteau, Hôpital de Bavière, Centre neurologique de Fraiture-en-Condroz, Centre William Lennox, Hôpital Saint-Pierre à Bruxelles). Durant 8 ans elle sera également infirmière à domicile pour la Croix Jaune et Blanche (actuel Aide et Soins à Domicile) du Brabant Wallon (région Jodoigne).
1988 est l’année du changement d’orientation professionnelle puisqu’elle commence à travailler comme secrétaire-gestionnaire financier à l’Université catholique de Louvain, à Louvain-la-Neuve. Elle y restera 20 ans, partagée entre l’unité de Catalyse et le département de droit international.

## Parcours politique
Parallèlement, elle s’investit dans le mouvement écologiste et devient conseillère communale à Ramillies en 1999. Elle quittera ce mandat en 2009, lors de son élection au Parlement wallon.
En plus d’être secrétaire du groupe local Ecolo de Ramillies, de nombreuses associations voient sa présence régulière aux réunions : La Petite Jauce, la Table ronde emploi Est BW, le Contrat de rivière Dyle-Gette, le Groupe Sécurité routière Ramillies, RAMISEL-SEL de Ramillies, comité de soutien aux sans-papiers de Jodoigne, et sans oublier le folk club mensuel. En effet, son temps libre est partagé entre la danse traditionnelle et l’accordéon diatonique qui l’accompagne.[réf. nécessaire]